# Johann Daniel Ludwig Löwe
Johann Daniel Ludwig Löwe (29. januar 1795 — 7 marts 1871) var en tysk skuespiller.
Löwe begyndte sin teaterbane 9. februar 1811 på Burgtheater i Wien, hvor han efter et par engagementer i Prag og i Kassel virkede fra juni 1826 til sin død, først som en ildfuld og indtagende ung helt, senere som en klog og naturlig fremstiller af lystspillets karakter- og anstandsroller.
En datter Anna (Nina) Löwe, født 1821, død (som grevinde Potocki) 1884, var i nogle år skuespillerinde ved Burgtheater og ledede senere (1869—71) teatret i Lemberg.